# Auto motor und sport
auto motor und sport er et tysk biltidsskrift, som udgives af Motor Presse Stuttgart med hovedsæde i Stuttgart. Det udkommer hver 14. dag. Tidsskriftet udkom første gang i 1946 under titlen Das Auto. Indholdet består hovedsageligt af tests af personbiler, nyheder om personbiler samt reportager fra områderne fritid og motorsport. Yderligere punkter er teknik, brugte biler, trafik og miljø.
Chefredaktørerne hedder Ralph Alex og Jens Katemann. Magasinet udgives af Bernd Ostmann, som frem til september 2012 selv havde været chefredaktør i lang tid. Yderligere chefredaktører har bl.a. været Heinz-Ulrich Wieselmann (1950-70), Ferdinand Simoneit og Klaus Westrup.
Den ugentlige udgivelsesdag er i bladets historie blevet ændret flere gange: Frem til december 1974 var det lørdag, fra januar 1975 til februar 1986 onsdag, fra marts 1986 til juni 1988 lørdag, fra juli 1988 til december 1997 fredag, fra januar 1998 til december 2007 onsdag og siden januar 2008 torsdag.
I Tyskland er auto motor und sport, som i fjerde kvartal 2012 havde et oplag på gennemsnitligt 367.436 blade, på det frie marked kun overgået af Auto Bild (533.931 eksemplarer). Yderligere populære tidsskrifter er medlemsbladene for bilklubberne: ADAC Motorwelt (13.737.445 eksemplarer) og ACE Lenkrad (558.965 eksemplarer).
Tidsskriftet uddeler årligt prisen "Best Cars" (de bedste biler).

## Oplagsstatistik
Antal solgte eksemplarer i gennemsnit pr. år siden 1979:
- 1979: 488.636
- 1980: 472.867
- 1981: 462.625
- 1982: 462.829
- 1983: 515.082
- 1984: 520.442
- 1985: 522.045
- 1986: 510.629
- 1987: 489.484
- 1988: 481.789
- 1989: 483.358
- 1990: 486.303
- 1991: 523.387
- 1992: 512.021
- 1993: 506.097
- 1994: 499.551
- 1995: 503.732
- 1996: 511.163
- 1997: 510.456
- 1998: 507.087
- 1999: 508.450
- 2000: 480.855
- 2001: 472.243
- 2002: 477.728
- 2003: 477.943
- 2004: 474.007
- 2005: 478.467
- 2006: 475.693
- 2007: 495.683
- 2008: 466.606

## auto-motor-und-sport.de
auto motor und sport har siden 1997 haft en stor optræden på internettet. Udover printervenlige versioner af samtlige artikler og søstertidsskrifterne er der også et brugtbilmarked og en omfattende oversigt over bilmærker med billeder, tests, nyheder samt tekniske data på alle biler, som kan/har kunnet købes i Tyskland siden 1985.